# Nicolas Wilbault
Pour les articles homonymes, voir Wilbault.
Nicolas Wilbault, ou Wilbault Duchastel, ou Wilbaut, né le 20 juillet 1686 à Château-Porcien (Ardennes) et mort le 4 mai 1763 dans la même ville, est un peintre français du XVIIIe siècle.

## Biographie
Il est un des élèves de Jean Jouvenet et travaille dans son atelier à Paris.
En 1717, il accepte de suivre Louis de Silvestre à Dresde, sur les sollicitations de l’ambassadeur d’Auguste II de Pologne, roi de Pologne et électeur de Saxe. Il reste 7 ans sur place, travaillant à Dresde ou Leipzig, peignant un grand nombre de portraits ou de fresques,.
Il revient en Ardennes en 1724, peignant pour des particuliers ou employé de maisons religieuses. Il a notamment travaillé pour l'abbaye de Bucilly, en Picardie, de 1726 à 1729, réalisant des tableaux pour différents bâtiments, le réfectoire, l'abbatiale, etc. tels celui sur la Cène, sur le Lavement des pieds ou encore sur la Descente de croix, ce dernier s'inspirant d'une œuvre de Jean Jouvenet de 1697, l'un des tableaux religieux français de la 2e moitié du XVIIe siècle les plus copiés au cours du XVIIIe siècle. Le journal de l'abbé de Bucilly, François Humbert, mentionne les termes du marché entre l'abbaye et le peintre et permet de retracer l'activité de l'artiste. En 1726, il y est indiqué qu'un peintre de Château-Porcien doit réaliser les tableaux du réfectoire. En 1728,  le même peintre réalise des tableaux pour la sacristie et le chapitre. En 1729, le peintre installe les tableaux du chapitre. La qualité du dessin, la maîtrise du rendu des formes, l'habileté sur les contre-jours, la justesse des coloris caractérisent ses travaux,.
En 1733, il réalise deux peintures monumentales pour décorer le chœur de la collégiale de Saint-Quentin. Ses oeuvres sont aujourd'hui exposées dans des chapelles collatérales de l'édifice
Son épitaphe :
D.O.M.

ET A LA MEMOIRE DE NICOLAS WILBAULT DU CHATEL,

PEINTRE ...

...

...NE A CHATEAU-PORCIEN AU MOIS DE

Juillet 1686  ET MORT LE 4 mai 1763,

ESPRIT, TALENT, DEHORS PHILOSOPHIQUES,

FAVEURS DES GRANDS, LAURIERS ACADEMEIQUES,

POUR TRIOMPHER DU SORT, TITRES VAINS, SUPERFLUS,

DUCHATEL, HELAS ! NE VIT PLUS,

REUNIS DANS CES LIEUX AUX CENDRES DE SON PERE,

VERTUS QUI CONDUISEZ A L'IMMORTALITE,

ET VOUS AMOUR DES SIENS, DROITURE, FERMETE,

POUR VIVRE AVEC  SON DIEU, C'EST EN VOUS QU'IL ESPERE.

REQUIESCAT IN PACE.
Ces lignes buchées reprenaient, peut-être, ses titres d'élève de l'Académie royale de Paris, de peintre du roi de Pologne ?

### Sources sur le web
- « Tableaux inscrits ou classés. Base Palissy. Nicolas Wilbault (ou Nicolas Wilbault Duchastel) », sur le site du Ministère de la Culture.
- « Saint-Quentin, Ancienne collégiale royale, actuellement basilique Saint-Quentin. Ensemble de deux tableaux (de Nicolas Wilbault) en pendant : le Christ servi par les anges, le Christ et la Samaritaine », sur le site http://inventaire.picardie.fr/.
- « Inventaire du Patrimoine Culturel de Picardie. Œuvres de Wilbault ».